# Distretto di Gomba
Il distretto di Gomba è un distretto dell'Uganda, situato nella Regione centrale.

## Città principali
i centri abitati più importanti sono:
- Lumano
- Kyegonza